# Jüri Uluots
Jüri Uluots (Läänemaa, 13 de janeiro de 1890 – Estocolmo, 9 de janeiro 1945) foi um  primeiro-ministro estoniano, jornalista, proeminente advogado, professor distinto e decano da Faculdade de Direito da Universidade de Tartu.

## Biografia
Uluots nasceu em Kirbla, na  região de Läänemaa em 1890 e estudou Direito na  Universidade de São  Petersburgo, em 1910-1918. Em seguida, ele ensinou Roman lei e da Estónia na Universidade de Tartu até 1944. Uluots também era um editor do jornal Kaja entre 1919-1920, e editor-chefe do Postimees 1937-38. Uluots foi eleito para o Parlamento da Estônia, no período de  1920-1926, e de 1929 até 1932. Ele foi presidente da  câmara baixa, a partir de 04 de abril de 1938 até 14 de Outubro de 1939. Uluots depois serviu como primeiro-ministro, de 1939 até junho de 1940, quando as tropas soviéticas entraram Estónia e instalaram um novo  governo fantoche liderado por Johannes Vares, forçando  o governo constitucional de Uluots  a passar à clandestinidade (e mais tarde, ao exílio). O governo fantoche comunista nunca foi reconhecida pelos Estados Unidos, Reino Unido e outras potências ocidentais, que consideraram, a anexação da Estónia pela URSS, ilegal. Após o Presidente da Estónia Konstantin Päts ser preso pelas forças de ocupação soviéticas e deportado para a Rússia em julho de 1940, o professor Uluots tornou-se primeiro-ministro com funções do presidente, como ditado pela Constituição da Estónia. Quando os  nazistas invadiram a Estónia ocupada pelos soviéticos, em 1941, o governo comunista foi derrubado.
Ulouts recusou a oferta alemã para chefiar um governo fantoche e, em vez passou a fazer parte da resistência subterrâneo estoniana contra o regime de ocupação nazista. Em março de 1944, o Comitê Nacional da República da Estónia foi formado pelo movimento de resistência na Estónia. Em abril de 1944, uma grande parte dos membros do comitê foram detidos pelas agências de segurança alemãs. A Comissão tinha como objetivo estabelecer um governo provisório durante a retirada alemã como esperado quando o Exército Vermelho chegasse à fronteira da Estónia. Em 20 de abril de 1944, o Comitê Nacional determinou que a nomeação soviética de Johannes Vares como primeiro-ministro tinha sido ilegal e que Uluots tinha assumido, em 21 de junho de 1940, as funções de presidente legalmente. Em 21 de junho de 1944, Jüri Uluots nomeou Otto Tief como vice primeiro-ministro.
Em janeiro de 1944, Jüri Uluots fez um discurso na rádio pedindo a todos os homens sãos, nascidos a partir de 1904 de se apresentarem para o serviço militar. A chamada teve o apoio de todo o país: 38 000 recrutas apareceram nos centros de registro. Vários milhares de estónianos que haviam se juntado ao exército finlandês voltaram pelo Golfo da Finlândia para se unir à recém-formada Força de Defesa Territorial, designada para defendera a Estónia contra o avanço soviético. Esperava-se que por se envolver em uma guerra contra a URSS a Estónia seria capaz de atrair o apoio ocidental para a causa da independência, portanto, em última análise, ter sucesso em alcançar a sua independência. Quando os alemães recuaram em setembro de 1944, Uluots nomeou um novo governo, liderado por Otto Tief.
No dia 20 de setembro, o Governo Nacional da Estónia foi proclamado. As Força de Defesa capturam os prédios do governo e ordenaram o restante das forças alemãs para sair do país.
A Força de Defesa Territorial deteve o poder apenas por um breve período de tempo, e seus esforços foram desfeitos rapidamente pela invasão do Exército Vermelho. No entanto, as ações têm imenso significado simbólico e legal, com a proclamada restauração da República da Estónia, bem como o hasteamento da bandeira estónia no topo da torre de Pikk Hermann em Tallinn, sede do poder, negou-se a historiografia soviética as reivindicações segundo a qual a invasão do Exército Vermelho do país constituiu a "libertação da Estónia".
A maioria dos membros do gabinete mais tarde foram presos e sofreram várias repressões pelas autoridades soviéticas, ou foram enviados para campos de trabalho na Sibéria. O restante do governo fugiu para Estocolmo, na Suécia, onde continuou a funcionar no exílio de 1944 até 1992 quando Mark Heinrich, que era primeiro-ministro em funções do presidente, apresentou suas credenciais ao novo presidente eleito Lennart Meri.
Uluots morreu pouco depois de chegar na Suécia em 1945.